# Кастриняно дел Капо
Кастриня̀но дел Ка̀по (на италиански: Dicomano, на местен диалект Arcoa, Кашиняну) е градче и община в Южна Италия, провинция Лече, регион Пулия. Разположено е на 121 m надморска височина. Населението на общината е 5391 души (към 2011 г.).